# بیولتا اورتیسبرئا
بیولتا اورتیسبرئا (اسپانیایی: Violeta Urtizberea‎؛ زادهٔ ۱۹ فوریهٔ ۱۹۸۵) بازیگر اهل آرژانتین است. وی از سال ۱۹۹۵ میلادی تاکنون مشغول فعالیت بوده‌است.
از فیلم‌ها یا سریال‌های تلویزیونی که وی در آن نقش داشته‌است، می‌توان به دانش‌آموختگان و امپراتوری فرانک اشاره کرد.